# Ośnica (Białoruś)
Ośnica (biał. Асніца, Asnica; ros. Осница, Osnica) – wieś na Białorusi, w obwodzie brzeskim, w rejonie pińskim, w sielsowiecie Parochońsk.
Znajduje się tu stacja kolejowa Parochońsk, położona na linii Homel – Łuniniec – Żabinka.